# Serina (Lombardia)
Serina település Olaszországban, Lombardia régióban, Bergamo megyében. Lakosainak száma 2037 fő (2023. január 1.). Serina Algua, San Pellegrino Terme, Costa Serina, Roncobello, Cornalba, Dossena és Oltre il Colle községekkel határos.

## Népesség
A település lakossága az elmúlt években az alábbi módon változott:
| Lakosok száma | 2076 | 2077 | 2037 |
|               | 2017 | 2018 | 2023 |